# Брух
Израз хернија (лат. hernia) се у медицини односи на испадање неког ткива из свог нормалног положаја. Пример херније је дискус хернија, испадање кичменог пршљена из лежишта.
Брух или кила (лат. hernia) је посебан случај херније који настаје када се унутрашњи органи или црева истисну кроз ослабљени сегмент мишићног ткива. Већина таквих ситуација се јавља на зиду абдомена. 
Постоји неколико типова бруха:
- Ингвинална хернија, или препонска кила, је најчешћи тип бруха (75%), јавља се у препонама
- Умбиликална хернија, или пупчана кила, јавља се у пределу пупка (видети Киле трбушног зида)
- Инцизиона хернија, настаје на месту незараслог ожиљка
- Хијатална хернија, или хијатус хернија, односи се на отвор у дијафрагми где једњак улази у желудац
- Конгенитална хернија, урођени дефект код новорођенчади

Брух је често обољење. Обично га изазива комбинација слабих мишића и напора, попут дизања терета. Неки људи се рађају са урођеном склоношћу за добијање бруха. 

## Симптоми
Симптоми препонске киле су нелагодност и бол при сагињању, кашљању или подизању. Ако дође до укљештења ткива пропалог органа, јавља се јак бол и ово стање је ургентно. 
Хијатус хернија је честа код старијих људи. Њени симптоми су благи и манифестују се кроз подригивање и горушицу. 

## Лечење
Најчешћи медицински третман за брух је хируршки. Током захвата, затвара се отвор у мишићном зиду. 
Уколико се брух не лечи, могуће су компликације типа престанка рада органа или гангрене. 
|  | Молимо Вас, обратите пажњу на важно упозорење у вези са темама из области медицине (здравља). |